# Paul Baysse
Paul Baysse (Bordeaux, 18 maggio 1988) è un ex calciatore francese, di ruolo difensore.

## Carriera

### Club

#### Bordeaux
Il 28 agosto 2024, all'età di 36 anni, annuncia il suo ritorno al calcio giocato, venendo ingaggiato nuovamente dal Bordeaux, nel mentre retrocesso in Championnat National 2 per inadempienze finanziarie, suo ultimo club prima del ritiro.